# ゲヌエズ要塞 (スダク)
ゲヌエズ要塞 (スダク)（ウクライナ語: Генуезька фортеця、クリミア・タタール語: Ceneviz qalesi、イタリア語: Fortezza di Sudak）は、ウクライナのクリミア自治共和国、スダク市に位置する中世の要塞である。ジェノヴァ共和国によって1371年から1469年にかけて建設され、黒海沿岸のスダク湾に面した珊瑚礁の丘（キズ・クッレ・ブラン、または「要塞の丘」）に築かれた。面積は約30ヘクタールで、クリミアの重要な歴史的・文化的遺産として知られる。

## 歴史

### 初期の防衛施設
スダクの地には、4世紀初頭にローマ帝国が防衛施設を建設した記録がある。ローマ人はスグデア（スダクの古名）の湾を見下ろす2つの四角い塔（「ブルグ」）を築き、港と周辺地域を監視した。これが中世スグデアの名の由来とされる（ラテン語: Suggestu）。7世紀中頃にはハザールがスグデアを支配し、10世紀から12世紀にかけてビザンツ帝国が再び支配を回復した。

### ジェノヴァ期
13世紀、スグデアはヴェネツィア共和国の植民地となり、交易の拠点として繁栄した。しかし、ジェノヴァ共和国が徐々にクリミア南岸を支配し、1365年にスダク（ジェノヴァ名：ソルダーヤ）を占領。1371年から要塞の建設を開始し、1469年までに現在の形が完成した。要塞はジェノヴァのコンスル（領事）によって管理され、黒海交易の要衝として機能した。

### オスマン帝国とその後
1475年、オスマン帝国がスダクを攻撃。伝承によれば、オスマン軍はカタパルトでペストの死体に見せかけた遺体を要塞内に投げ込み、パニックを引き起こした。コンスルと傭兵は船で脱出し、住民は降伏したが、多くが虐殺された。スダクはオスマン帝国の一部となり、要塞は軍事拠点として使用された。
18世紀末、ロシア帝国がクリミアを併合。グリゴリー・ポチョムキンの命令でキリル連隊が駐屯し、2つの兵舎が建設された（現存する遺構）。19世紀には要塞の石材が地元民により建築資材として持ち去られ、部分的に荒廃した。

### 修復と現代
1960年代、ソビエト連邦下で要塞の修復が試みられたが、一部の壁が崩落するなど不完全な結果に終わった。1958年以降、要塞はソフィア・キエフスカ国立保護区の一部として管理されている。
2014年のロシアによるクリミア併合後、要塞はロシアの管理下に置かれ、「クリミア共和国国有予算機関『スダク要塞博物館』」として運営されている。2015年11月、修復作業中の塔が崩落し、不適切な修復（現代のセメント使用など）が問題視された。2019年以降、ロシアの「メアンドル」社による修復が進行中だが、専門性の不足が指摘されている。

## 構造
ゲヌエズ要塞は、黒海を見下ろす丘に位置し、東と南は急峻な崖、西は険しい斜面、北東は深い堀で守られた。防御は2層構造で、外郭（下層）と内郭（コンスル層）に分かれ、中央に市街地が広がる。

### 外郭（下層）
外郭は長さ約1km、高さ6～8m、厚さ1.5～2mの石壁で構成され、14の15m級の塔と「主門」で強化されている。塔の多くは建設を監督したジェノヴァのコンスルの名（例: ヤコボ・トルセロ、パスクァーレ・ジュディチェ）を冠し、壁にラテン語の銘板とジェノヴァの紋章が刻まれている。塔は内壁を欠く三面構造で、建設費の節約と監視の容易さを目的とした。主門はバーバカン（半円形の前衛壁）と2つの塔で守られ、税関として機能した。

### 内郭（コンスル層）
内郭は「コンスル城」（主塔ドンジョンと北東塔で構成）と、丘の頂上に位置する「監視塔」で構成される。監視塔は四角形で、かつてフレスコ画（聖母マリア像）が残っていた。コンスル城の「ゲオルギオス塔」にはゲオルギオスのレリーフがあったとされ、コンシュルの居住空間として使用された。

### 市街地
要塞内の市街地には、住宅、武器庫、寺院、酒場、行政施設があった。主な遺構は以下の通り：
- 直方体貯水槽（1375年、185m³）：ハザール期の基礎上に建設され、3km離れたペルチェム山の水源から陶管で給水[9]。
- パディシャー・ジャーミー・モスク（13世紀初頭）：セルジューク朝が建設し、ビザンツ期に正教会、ジェノヴァ期にカトリック教会、オスマン期に再びモスクとして使用。現在は歴史考古学博物館[4]。
- 食料庫と円形貯水池：長期包囲に備えた施設。

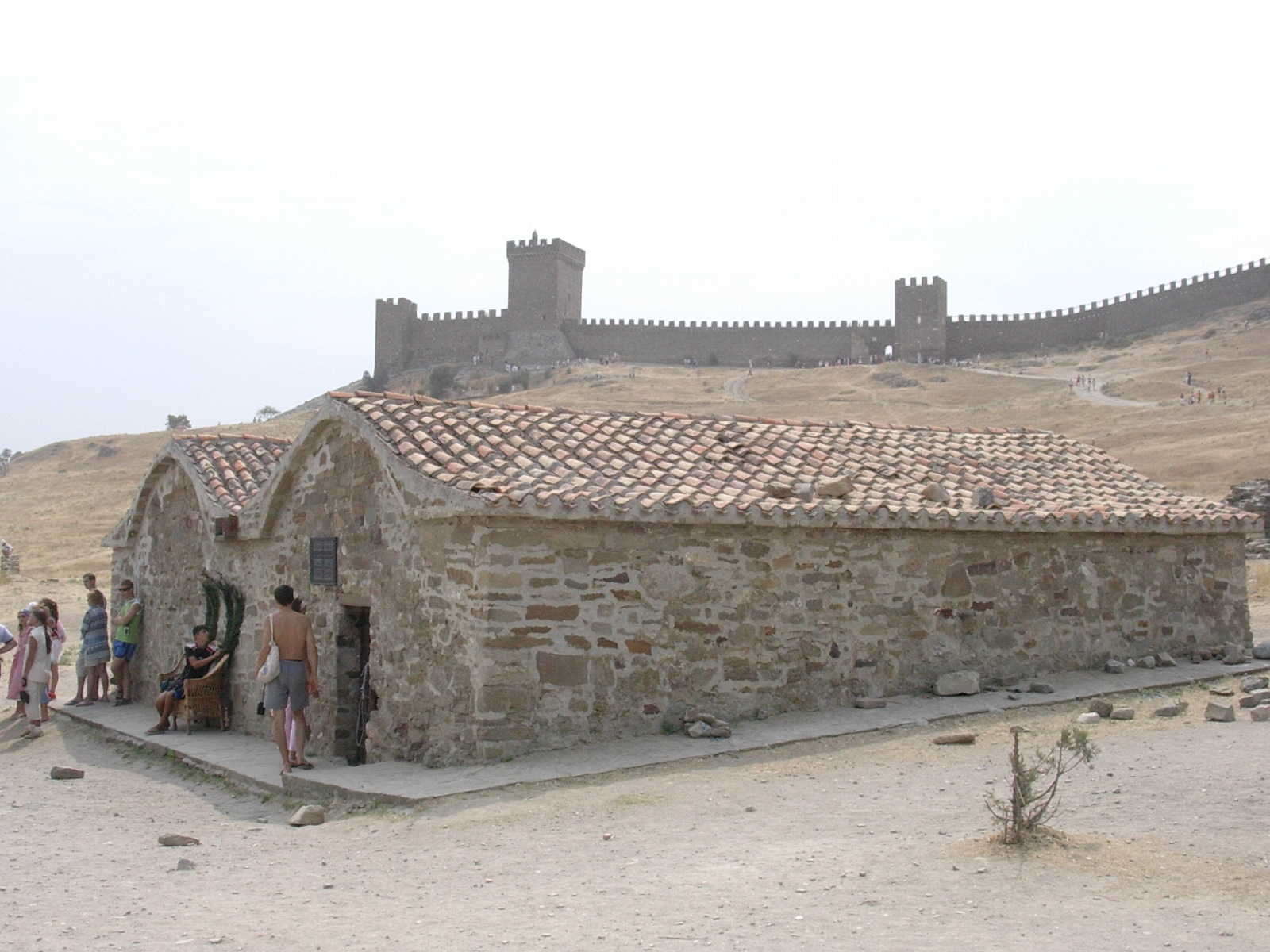
食料庫
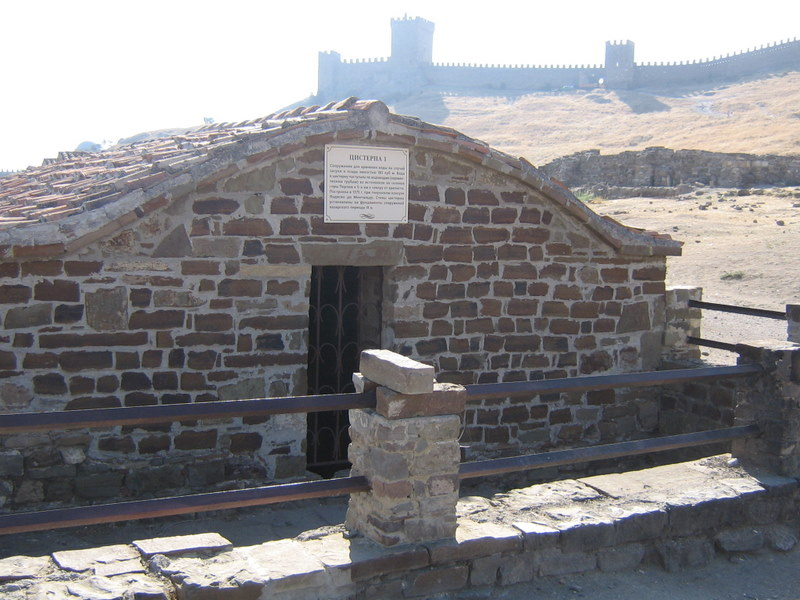
直方体貯水槽
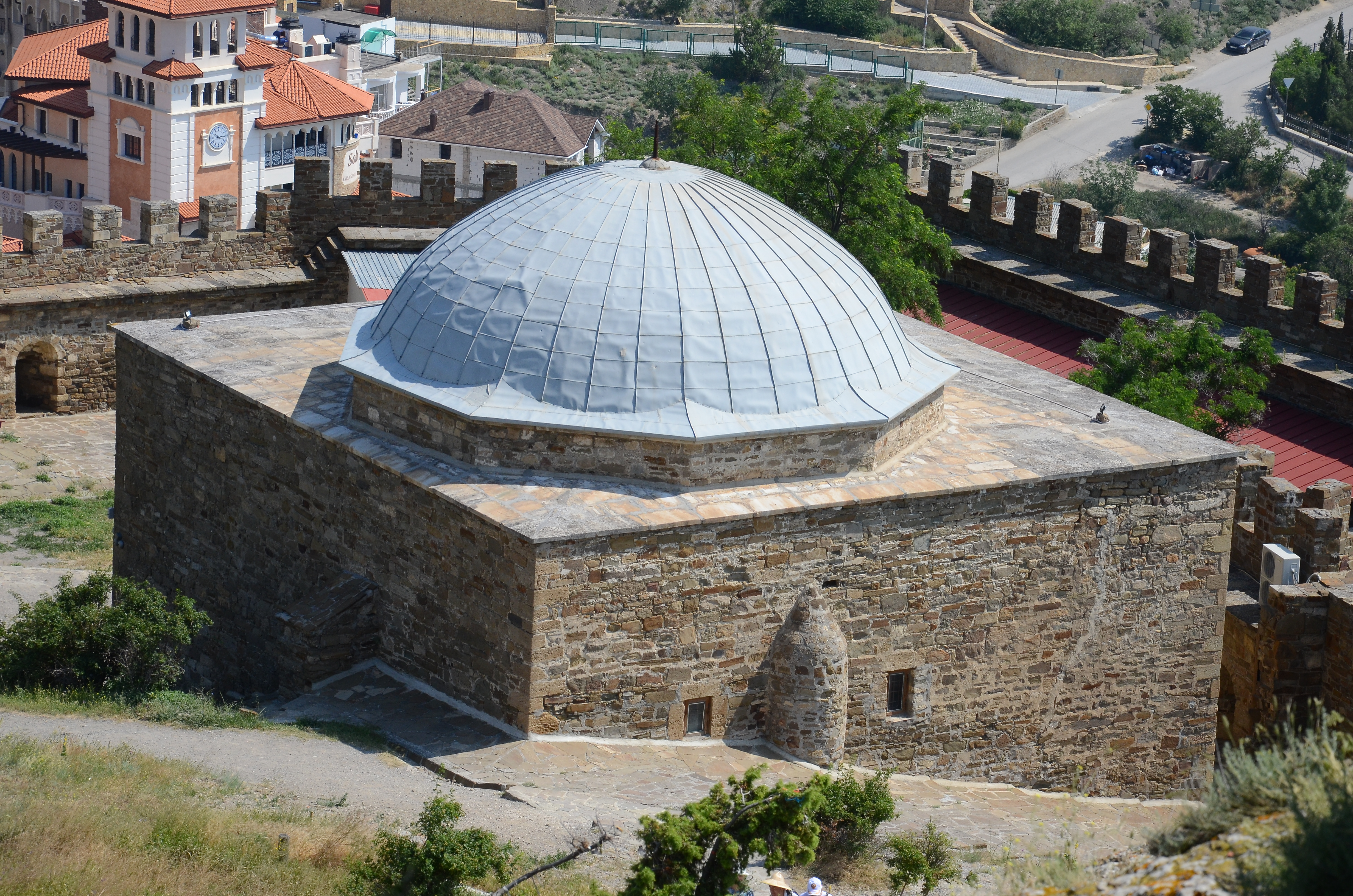
パディシャー・ジャーミー・モスク

## 現代の利用
ゲヌエズ要塞はスダクの主要な観光地であり、毎日数百人の観光客が訪れる。フェンシング大会、歴史再現フェスティバル、模擬戦（剣闘、要塞攻防戦）などの文化イベントが開催される。また、歴史映画のロケ地としても使用されている。

## 文化財指定
ウクライナの国家文化財登録簿に基づき、要塞内の以下の構造物が国家重要文化財（登録番号010071）に指定されている：
- 監視塔（14～15世紀、010071/1）
- ヤコボ・トルセロ塔（1385年、010071/2）
- パディシャー・ジャーミー・モスク（1322年以前、010071/20）
- 十二使徒教会（14世紀、010071/14）
- その他、コンシュル塔、ゲオルギオス塔など全23件。

## ギャラリー

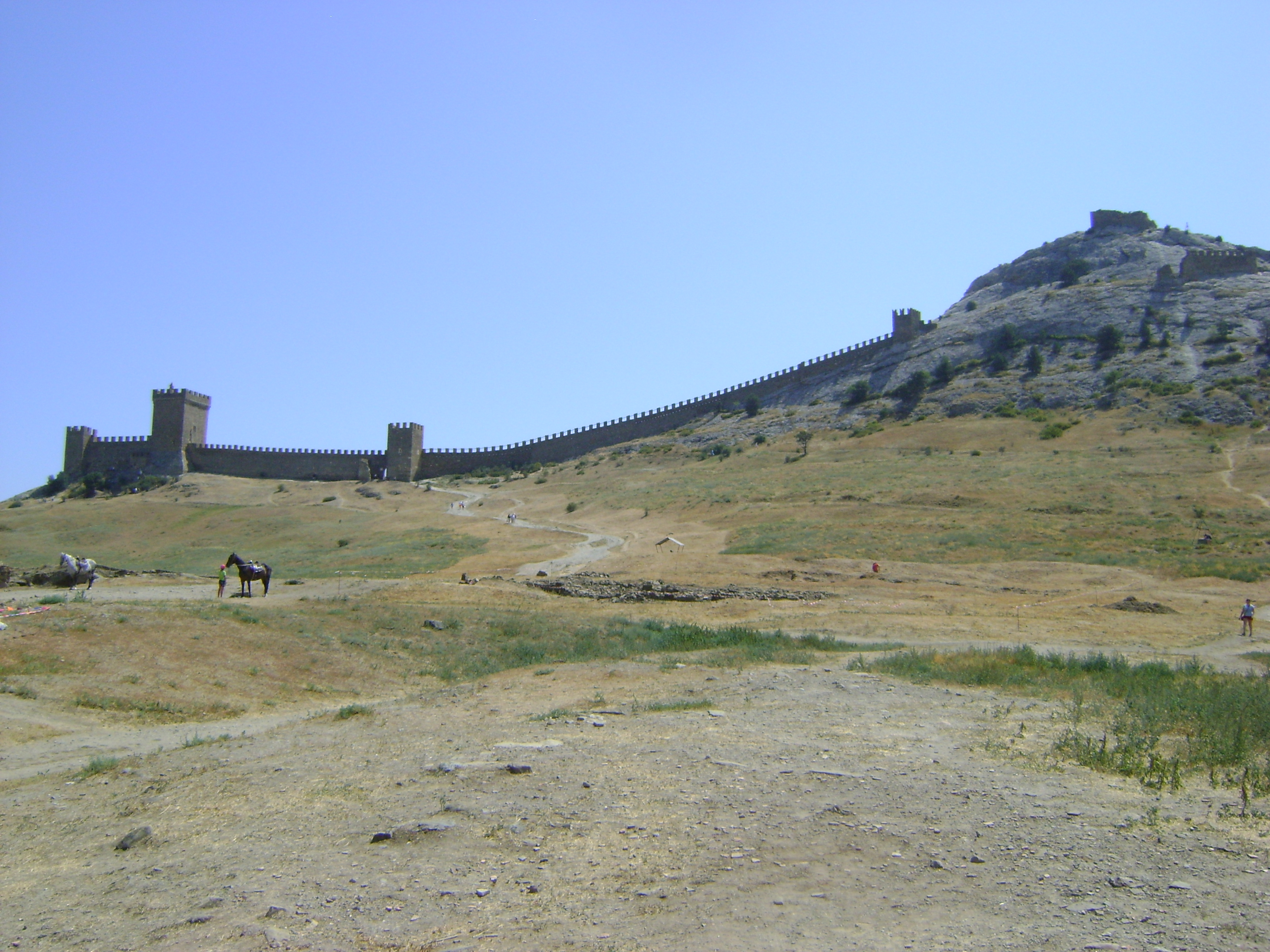
要塞全景
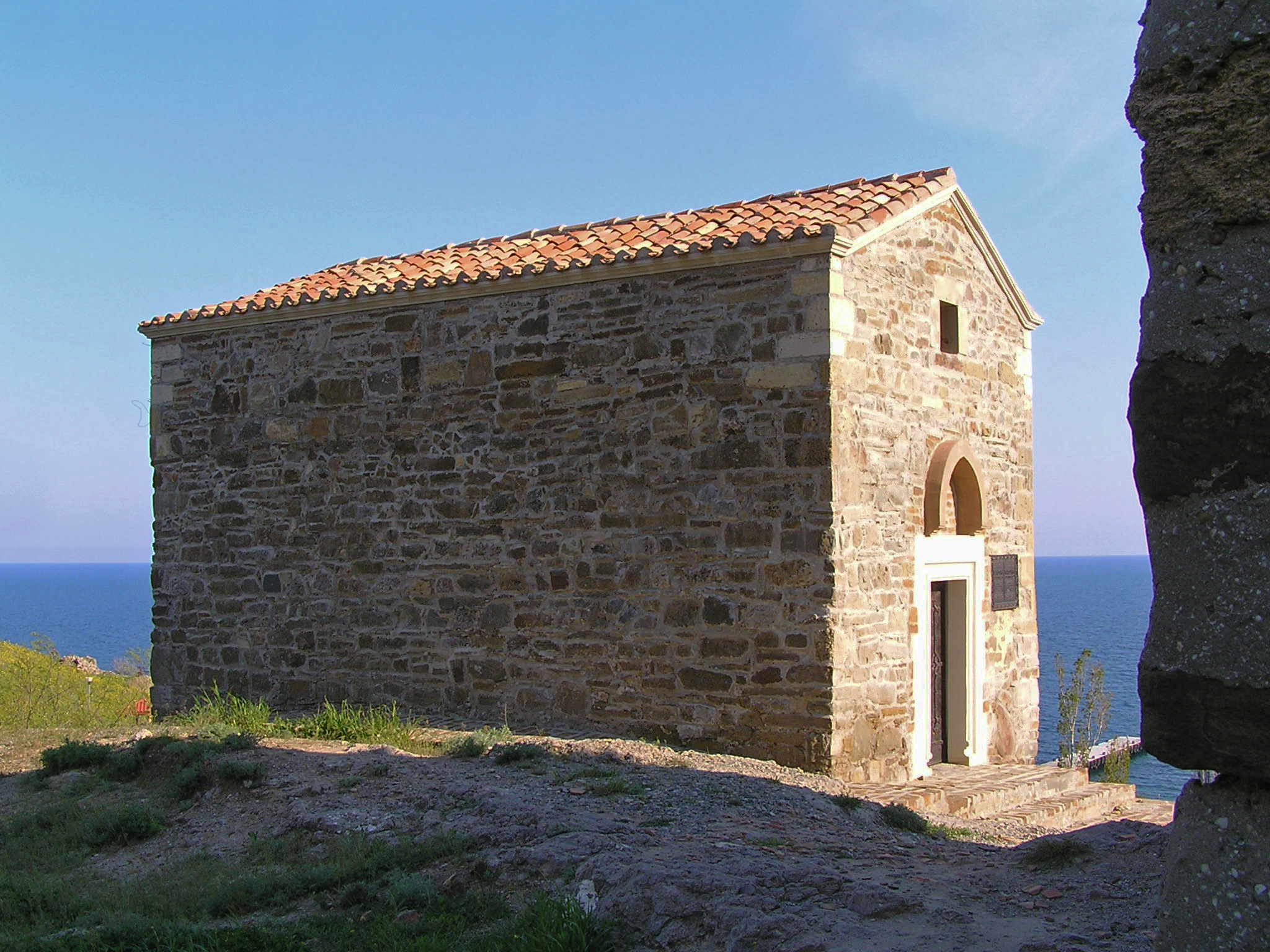
十二使徒教会 (スダク)
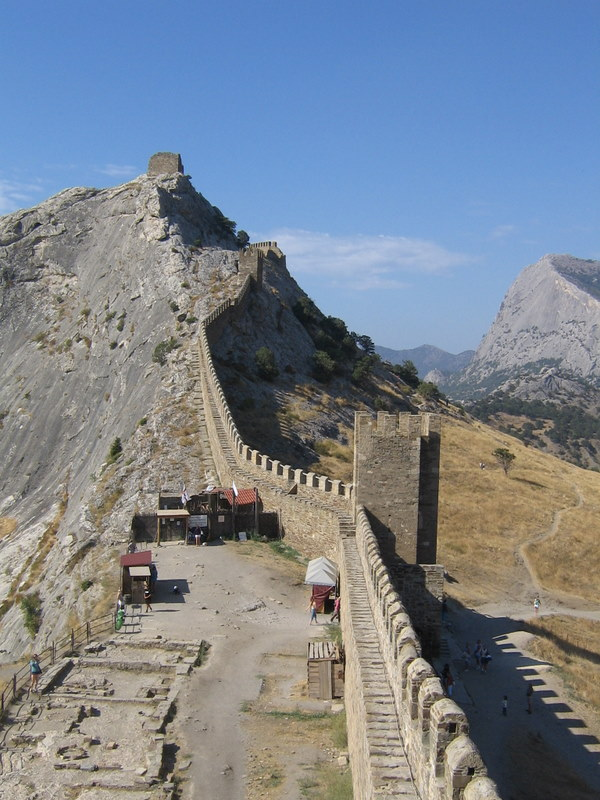
コンシュル塔から監視塔への壁